# ジンズ

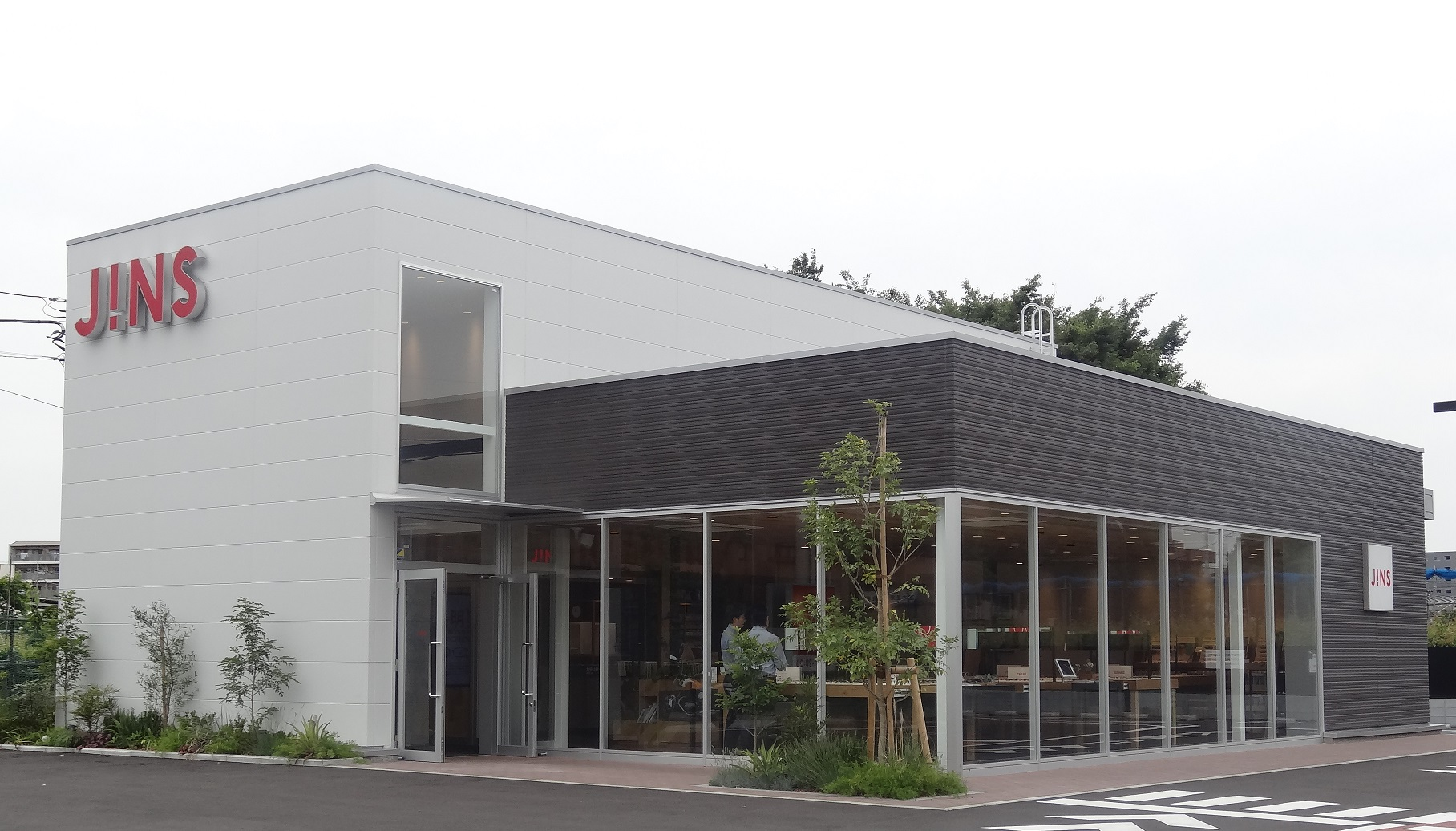
店舗外観

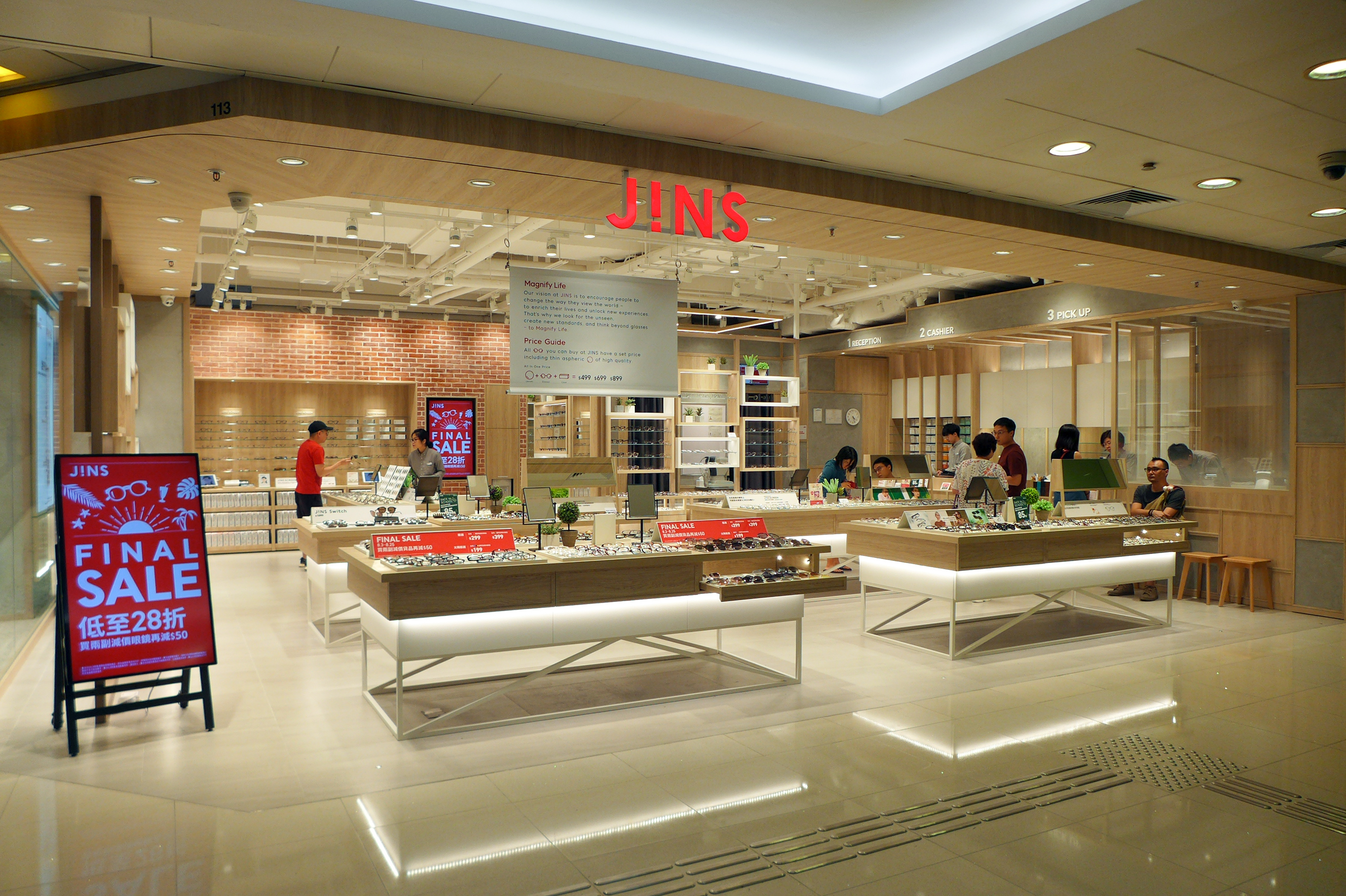
ジンズ香港東港城店

株式会社ジンズ（英: JINS Inc.）は、研究開発から生産販売まで一貫して展開するメガネブランド「JINS」（ジンズ、ロゴ表記はJ!NS）を運営する会社である。群馬県前橋市に本社、東京都千代田区に東京本社を置き、ショッピングセンターや駅ビルを中心に店舗を運営する。2024年8月末時点で全国495店舗、中国164店舗、アメリカ4店舗、台湾65店舗、香港9店舗、フィリピン8店舗がある。

## 概要

### 創業
1987年4月、田中仁が信用金庫勤務を経て、群馬県前橋市で服飾雑貨製造卸を本業とするジンプロダクツを創業し、翌年に有限会社ジェイアイエヌを創業する。

### メガネ事業
2000年、田中仁が友人と韓国に出掛けた際、1本3,000円ほどで売られていたメガネを喜んで購入する友人の姿を目にして眼鏡商材に関心を持つ。2001年に福岡市の天神にJINS1号店を開店して、眼鏡の製造小売（SPA）へ参入する。当時の眼鏡店は市価が数万円単位だったが、企画開発、製造、販売まで分業されていた工程を自社で一貫して行うSPAモデルを構築し、1本5,000円で、当時は完成引き渡しに数日要することが一般的だがレンズを在庫し即日に仕上げるなど、低価格眼鏡として全国的に業績を伸ばした。 業界参入後は既存他社も格安均一価格店を拡大するなど市場競争が激化したが、デザインが優れたメガネやファッションメガネなどの新商品を発売し、5年で大証ヘラクレス（現・東証グロース）に株式上場した。

### 低迷期
上場後も順調に業績を伸ばしていたが、同業態のメガネブランドが増え、新たに打ち出した店舗が不調に陥り業績は急降下し、リーマン・ショックも重なり、一時は株価が50円を割り込んだ。田中仁はファーストリテイリング会長兼社長の柳井正に面会し「志のない会社は、継続的に成長できない」と檄を受け、すぐに役員を集めて合宿して「メガネをかけるすべての人に、よく見える×よく魅せるメガネを、市場最低・最適 価格で、新機能・新デザインを継続的に提供する」 戦略を定める。

### 業績の回復
2009年に、高品質の薄型非球面レンズを標準装備し、どのような度数に関わらず追加料金0円「NEWオールインワンプライス」の料金体系で、医療用特殊素材を使用して重量が通常製品の3分の1およそ10グラムの「Airframe」シリーズ を発売し、屋号をJINSに統一して広告宣伝費を一気に投入 した。以降Airframeは、累計販売本数2,580万本（2024年5月末時点）を超える。

### 企業の成長
2011年にディスプレイが発するブルーライトを軽減させる「JINS PC」 を発表すると既存商品の売り上げも伸長した。 2013年5月に東京証券取引所第一部に上場した。2013年度の販売本数は550万本で、眼鏡の販売本数日本一となる。

## 研究開発
企業姿勢として、眼鏡の既成概念に捉われることなく、常に新しい価値を生み出すことを重要視し、「見る」を軸に開発している。
2011年にブルーライトから目を守る「JINS PC」、目を乾燥から守る「JINS MOISTURE」を発売した。 「JINS PC」は、田中がパソコン使用時の目疲れに気づいたことをきっかけに開発した。
「JINS MOISTURE」は、ドライアイ予備軍が増えていることに着目して慶應義塾大学医学部と共同研究した。眼鏡フレーム内の水タンクから自然蒸散で保湿効果を発揮してドライアイを緩和する。
2012年に目とフレームの隙間最小化を図り花粉を98パーセント防止するメガネ「JINS 花粉CUT」を発売する。（現在は「JINS PROTECT」）
2013年2月に「R&D室」を発足して本格的に研究開発や産学連携の姿勢を強める。
2014年に、世界で初めて三点式眼電位センサーを搭載したセンシング・アイウエア「JINS MEME（ジンズ・ミーム）」を発表し2015年に発売、目線や瞬きの強度を測る定して集中力や眠気のを可視化。2021年には、“ココロとカラダのセルフケアメガネ”として次世代機を発売した。
2015年に、用途に合わせてブルーライト軽減率の異なる3種類のレンズをラインナップしたJINS PCの後継「JINS SCREEN」を発表した。 メガネの概念を変える革新的なプロダクトの開発に努めている。
2018年1月に、1日使い捨てコンタクトレンズ「JINS 1DAY」を発売し、2020年10月にカラーコンタクトレンズ「JINS 1DAY COLOR」も発売した。
「近視のない世界を目指す」として2019年8月に、近視進行の抑制に効果があると考えられている光「バイオレットライト」について、慶應義塾大学の坪田一男教授が代表を務める慶應義塾大学医学部発ベンチャーの坪田ラボと共同プロジェクトを開始した。世界で初めて、近視進行抑制メガネ型医療機器の開発に着手し、医療機器分野へ本格的な事業参入を目指すことを発表した。
2020年12月に、「JINS 花粉CUT」「JINS MOISTURE」をそれぞれ「JINS PROTECT」「JINS PROTECT MOIST」に刷新し、飛沫を92%カットする「JINS PROTECT PRO」も新たに発売した。
2021年10月に、レンズの下部分に色味を入れることで、チーク(頬紅)を付けたような視覚効果をもたらす新しいレンズ「チークカラー🄬レンズ」を発売した。
2024年1月に、これまで蓄積してきた光に関する知⾒を活かし、新たに睡眠をめぐる社会課題解決に向けた取り組みを開始した。
2024年9月に、大阪大学とJINSが保有するメガネ販売のビッグデータを活用した屈折状態に関する共同研究を開始した。
2025年2月に、JINS MEMEの技術を活かして、頭の動きでマウスを操作できる「JINS ASSIST」を発売。

## デジタル化
オンライン販売も注力し、2007年にECサイト「JINS オンラインショップ」を立ち上げ、度なしパッケージタイプもあるJINS PCのヒットとともにユーザーを伸ばした。2015年2月にスマートフォンで自由にメガネをデザイン出来るパーソナルオーダーサービス「JINS PAINT」、2016年3月に高精度3D試着サービス「JINS VIRTUAL-FIT」、2016年11月に人工知能による機械学習を取り入れた眼鏡のレコメンドサービス「JINS BRAIN」を導入。2019年11月に眼鏡をかけたまま商品の眼鏡を試着するJINS BRAINの機能も搭載したサービス「Megane on Megane」を渋谷パルコ店に設置し、2021年にはデジタルサービスを拡大し、その一環として全店導入。2023年5月には、日本初のメガネのセルフ受け取りロッカー「PICK UP LOCKER」導入開始。メガネ受け取り時の待ち時間を削減した。

## デザイン
商品のデザイン性とかけ心地の両立を追求している。2017年に世界的なデザイナーと協業でメガネを本質からデザインする「JINS Design Project」を開始し、Jasper Morrison、Konstantin Grcic、Michele de Lucchi、Alberto Meda、Ronan & Erwan Bouroullec、Patricia Urquiolaらと組んでいる。

## 社会貢献

### 子供向けの取り組み
Tech Kids Schoolと共同で「見る育プロジェクト JINS×Tech Kids School」を2018年から始め、2020年から眼鏡をおしゃれにファッションに取り入れて輝いている子どもたちを表彰する「キッズメガニスタアワード2020」を開催した。
2022年、近視のない世界を目指し、子どもたちの外遊びを支援する「もっと外遊びプロジェクト」を始動。ショッピングバッグの代金を活用した社会貢献活動として、7月に認定NPO法人プレーパークせたがやに「プレーカー」を寄贈した。
2024年、睡眠における社会課題解決として「寝る育」を開始。7月から9月には一般社団法人 日本睡眠協会と共同で、品川女子学院中等部・高等部へ睡眠に関する学習機会を提供した。

### 環境への配慮
2021年3月、環境対応素材のショッピングバックを導入するなど、環境に配慮した施策を導入している。
2021年9月、BCP対策や環境対策を目的に、国内2か所目の物流拠点となる大阪倉庫を稼働開始している。
2021年10月、サステナビリティ共通ビジョンと、2050年と2030年をマイルストーンにしたサステナビリティ目標を設定。
2022年2月、欠品や廃棄ロスも削減するAIによる未来予測型経営システム本格導入。
2022年4月、環境配慮型店舗「JINS会津若松店」オープン。BELS評価最高ランク獲得。
2022年7月、使用済みペットボトルをケミカルリサイクルした糸を使った新制服導入。
2022年11月、「気候関連財務情報開示タスクフォース(以下TCFD)」の提言への賛同を表明するとともに、TCFD提言に基づいた気候変動に関連する対応情報を開示。
2022年11月、国連と民間企業・団体が手を結び、健全なグローバル社会を築くための世界最大のサステナビリティイニシアチブ「国連グローバル・コンパクト(UNGC)」に署名、参加企業として登録。
2023年3月、ESGに取り組む世界の企業を格付けする「MSCI ESGレーディング」で「AA」評価を獲得。
2024年3月、「MSCI ESGレーディング」で最高評価である「AAA」を初めて獲得。

### 地域との共生
2022年、地域共生事業部が発足。
2022年9月、業界で初めて準社員・パートのベース時給の地域格差をゼロに是正。
2023年1月、商品選択から視力測定補助、レンズ加工まで、JINSのサービスをすべて搭載した専用車両による移動販売サービス「JINS GO」1号車を稼働開始。
2023年4月、食と人の循環に挑戦するプロジェクト第一弾として、「ONCA COFFEE ＆ ROASTERY 前橋店」をオープン。同4月に「ONCA COFFEE ミーナ天神店」をオープンし、同10月に都内初進出となる「ONCA COFFEE 神田店」をオープンした。
2024年2月、3月に、移動式メガネ販売車「JINS GO」を令和6年能登半島地震の支援として、石川県輪島市に派遣。6月には石川県穴水町にも派遣。約900名にメガネの無償提供・修理・調整を行った。
2025年2月に、群馬県前橋市と、地域課題の解決に取り組み地域の発展や市民サービスの向上を図る、包括連携協定を締結した。

## 沿革
- 1988年（昭和63年）7月 - 前橋市に有限会社ジェイアイエヌを設立。
- 1991年（平成3年）7月 - 株式会社ジェイアイエヌに改組。
- 2001年（平成13年）4月 - 福岡天神にJINS第１号店「JINS福岡天神ビブレ店」をOPEN、メガネ業界に参入。
- 2001年（平成13年）8月 - 株式会社ジンズを設立。
- 2004年（平成16年）4月 - 株式会社ジンズを吸収合併。
- 2006年（平成18年）8月 - 大阪証券取引所ヘラクレスに上場（現在のJASDAQ）。
- 2007年（平成19年）9月 - JINS ONLINE SHOP開設。
- 2008年（平成20年）8月 - 本社機能を東京都港区に移転。
- 2010年（平成22年）12月 - 中国遼寧省瀋陽市に海外第1号店「JINSヤマダ電機瀋陽店」を出店[広報 1]。
- 2011年（平成23年）
  - 3月 - サングラス専門ショップ第1号店 「spectre JINS六本木ヒルズ店」をオープン。
  - 6月 - 「ワールド・アントレプレナー・オブ・ザ・イヤー・2011」に日本代表として出場。
  - 7月 - 東京本社を東京都渋谷区神宮前に移転。
  - 9月 - 機能性アイウエア・プロテクトシリーズ第1弾「JINS PC®」「JINS MOISTURE®」を発売。
- 2012年（平成24年）
  - 1月 -「JINS 花粉CUT」を発売。
  - 7月 - 世界初、メガネ（JINS PC）の自動販売機、稼働開始
  - 11月 - 「JINS PC®」が累積販売本数 100万本を突破。日経トレンディ2012年ヒット商品ベスト30 第6位獲得。
  - 12月 - 「JINS PCプロジェクトチーム」がBEST TEAM OF THE YEAR 2012 一般企業部門 優秀賞を受賞。日経MJ 2012年ヒット商品番付 西 前頭 ランクイン。
- 2013年（平成25年）
  - 3月 ‐ 世界発初、メガネのドライブスルー「JINS前橋みなみ店」オープン。
  - 5月 - 東京証券取引所第一部に上場。オートマティックレンズラボを備えた「JINS 吉祥寺ダイヤ街店」オープン。
  - 11月 - 米国デラウェア州にJINS Eyewear US, Inc.を設立[広報 2][15]。
- 2014年（平成26年）
  - 7月 - 東京本社を東京都千代田区富士見に移転（飯田橋グラン・ブルーム）[広報 3]。
  - 8月 - 中国国内の出店数が30店舗達成[16]。
- 2015年（平成27年）
  - 4月 - 新ブランドビジョン「Magnify Life」始動。中国50店舗目オープン。
  - 8月 - 米国・サンフランシスコにアメリカ1号店「JINS Union Square店」を出店[17]。
  - 11月 - 台湾に1号店「JINS 誠品站前店」を出店[3]。JINS MEME（ジンズ ミーム）を発売。「JINS PC」シリーズを「JINS SCREEN(スクリーン)」にリニューアル。
- 2016年（平成28年）
  - 3月 - 新宿に新業態「rim of jins」1号店をOPEN。高精度3D試着サービス「JINS VIRTUAL-FIT」を開始。
  - 11月 - 世界初、人工知能によるメガネのレコメンドサービス「JINS BRAIN」提供。「JINS SCREEN」の累積販売本数700万本を突破。
- 2017年（平成29年）
  - 3月 - 4プライスから3プライスに価格改定。（5000円・8000円・12000円+税）
  - 4月 - 株式会社ジンズに商号変更。マニラにフィリピン1号店をOPEN。
  - 5月 - 中国100店舗目オープン。
  - 7月 - 必要な光、バイオレットライトに着目した「JINSこどもレンズ」発売。
  - 12月 - 飯田橋本社ビルに新規事業 「Think Lab飯田橋店」をOPEN。
- 2018年（平成30年）
  - 1月 - コンタクトレンズ「JINS 1DAY」を販売開始、コンタクトレンズ事業参入。
  - 3月 - バイオレットライト透過レンズ「JINSこどもレンズ」を「JINS VIOLET+」にリニューアル。
  - 5月 - 株式会社ジンズ・ジャパン設立。世界合計500店舗達成。
  - 7月 - 六本木に新業態「J of JINS（現在のJ Eyewear Lab）」がOPEN。
  - 9月 - 香港１号店「JINS 香港 apm店」オープン。
- 2019年（平成31年、令和元年）
  - 1月 - ホールディングス体制に移行、社名をジンズホールディングスに変更、JINS事業をジンズジャパンが継承。
  - 11月 - 世界初、メガネをかけたままメガネをバーチャル試着できるサービス「MEGANE on MEGANE」JINS渋谷パルコ店で提供開始。
  - 11月 - 日本初、スマホで買えるコンタクトレンズの自動販売機「TOUCH & COLLECT」、稼働開始。
- 2020年（令和2年）
  - 1月 - Airframe累計販売本数が2000万本、JINS SCREENの累計販売本数が1100万本を突破。
  - 7月 - アプリ会員数が600万人突破。
  - 8月 - 雑貨事業から撤退
  - 10月 - モバイルプレオーダーサービス「CLICK&GO」提供開始。大人向けカラーコンタクトレンズ「JINS 1DAY COLOR」発売。
  - 12月 - 「JINS 花粉CUT」「JINS MOISTURE」をそれぞれ「JINS PROTECT」「JINS PROTECT MOIST」にリニューアル。また、飛沫を92%カットする「JINS PROTECT PRO」も発売。
- 2021年（令和3年）
  - 3月 -「JINSゆめタウン佐賀店」への出店をもって、全国47都道府県への出店を達成
  - 4月 -前橋市に地域コミュニティのハブを目指した新施設「JINS PARK」オープン
  - 10月 -「MEGANE on MEGANE」、ブックマーク商品の店舗内での位置提供サービス「棚NAVI」全店導入
- 2022年（令和4年）
  - 2月 - webのオウンドメディア「JINS PARK[18]」創刊
  - 8月 - 約7年ぶりに定番商品を刷新。第1弾は「JINS CLASSIC」166種
  - 10月14日- メガネフレームの製造会社のヤマトテクニカル（本社：福井県越前市)を子会社化[19]
- 2023年（令和5年）
  - 1月 ‐ 移動販売サービス「JINS GO」稼働開始
  - 5月 ‐ 「壊しながら、つくる」をコンセプトにベンチャー魂を取り戻す、として東京本社を東京都千代田区神田錦町に移転。
  - 9月 - 店舗正社員の基本給および年間の休暇休日数を業界最高水準へ改定。
- 2024年（令和6年）
  - 4月 - 店舗正社員の基本給を前期比で最大13.9％増へ改定。
  - 4月 - 群馬県前橋市の複合施設「ばばっかわスクエア」に新設したサテライトオフィスが稼働。
  - 9月 - ベトナム社会主義共和国　ホーチミン市にJINS Vietnam Co.,Ltd.を設立。

- 2025年（令和7年）
  - 1月 - 米国・ロサンゼルスに「JINS Abbot Kinney店」をオープン。ロサンゼルスの山火事での被災地支援として、1月17日から3日間のロサンゼルス地域4店舗の売上全額を現地支援団体へ寄付。

## 持株会社化
2017年4月に、株式会社ジェイアイエヌから株式会社ジンズに商号を変更した。2019年7月1日にジンズの事業を、2018年5月28日に設立した株式会社ジンズジャパン（2019年7月1日付で株式会社ジンズ（2代）に商号変更）が吸収分割して承継し、商号を株式会社ジンズホールディングスに変更して持株会社体制となる。株式会社ジンズはアイウエア事業とコンタクトレンズ事業を担う。

## 業績
- 2017年、売上高において三城ホールディングスを抜いて業界2位[20]。
- 2012年から2017年まで営業利益率において業界1位[21]。
- 2017年（平成29年）、上場4社の中でシェア率においても、三城とは僅差で、メガネスーパーと愛眼を抑えて1位[22]。
- 2018年、株価上昇率は企業全体で、ライザップ、セリアについで3位、メガネ業界では1位[23]。
- 2019-2020年、売上高(シェアは40.4％)、経常利益、平均年収、利益率、純利益などで一位。[24]

## 主な受賞履歴
- 2011年、日経優秀製品・サービス賞（日本経済新聞社）
- 2012年、2012年ヒット商品ベスト30【総合第6位】（日経トレンディ）JINS PC
- 2013年、機能性メガネ市場の創出賞（日本マーケティング協会）、
- 2013年、DealWatch Awards2012 Equity Issuer of the Year（Thomson Reuters）
- 2013年、ディベロッパーが選んだテナント大賞「ベストセラー賞」（繊研新聞社）
- 2013年、2013年度グッドデザイン賞（公益財団法人日本デザイン振興会）JINS SPORTS
- 2013年、日経広告賞 流通・ブランド部門最優秀賞（日本経済新聞社）JINS CLASSIC
- 2014年、2014年度グッドデザイン賞（公益財団法人日本デザイン振興会）JINS Moisture
- 2015年、Digital Trends Top Tech of CES 2015 award ウエアラブル部門（Digital Trends）JINS MEME
- 2015年、"Japan-US Innovation Awards 2015　Salesforce Emerging Leader"（北カリフォルニア日米協会、米国スタンフォード大学アジア・米国技術経営研究センター）
- 2015年、第28回日経ニューオフィス賞 経済産業大臣賞（日本経済新聞社/一般社団法人ニューオフィス推進協会（NOPA））JINS Global Head Office
- 2015年、2015年度グッドデザイン賞（公益財団法人日本デザイン振興会）JINS MEME / JINS Global Head Office
- 2016年、"Annual International Store Design Competitionハードライン専門店カテゴリー Excellence in Store Design"（Retail Design Institute）JINS Union Square
- 2017年、HR-Solution Contest-働き方改革×テクノロジー グランプリ（経済産業省）JINS MEME OFFICE BUSINESS SOLUTIONS
- 2017年、第11回 キッズデザイン賞（特定非営利活動法人キッズデザイン協議会）JINS KIDS&JUNIOR
- 2017年、日本HRチャレンジ大賞 イノベーション賞（日本HRチャレンジ大賞実行委員会）
- 2017年、グッドデザイン賞ベスト100（公益財団法人日本デザイン振興会）JINS KIDS&JUNIOR
- 2018年、グッドデザイン賞（公益財団法人日本デザイン振興会）JINS×Jasper Morrison、ThinkLab.
- 2019年、THE DESIGN PRIZE 2019 Distributionカテゴリー 最高賞（Designboom）JINS Design Project、JINS 上海环球金融中心店
- 2019年、情報通信月間推進協議会会長賞　情報通信功績賞（総務省及び、情報通信月間推進協議会）
- 2020年、red dot design award  Product Design部門 Interior Architecture and Interior Designカテゴリー最優秀賞（Design Zentrum Nordrhein Westfalen）JINS 上海环球金融中心店
- 2020年、グッドデザイン賞ベスト100（公益財団法人日本デザイン振興会）JINS SCREEN Nose Padless
- 2021年、iFデザインアワード2021（iFインターナショナルフォーラムデザイン） JINS Design Project、JINS 上海环球金融中心
- 2021年、ポーター賞(一橋ビジネススクール 国際企業戦略専攻) JINS Holdings
- 2022年、グッドデザイン賞（公益財団法人日本デザイン振興会）身につけるもの部門/システム・デザイン部門　JINS MEME
- 2022年、JIDAデザインミュージアムセレクション Vol.24に認定(公益社団法人日本インダストリアルデザイナー協会)JINS Design Project  ＃02 Konstantin Grcic ❝ALL ROUND❞ TYPE NEEDLE、#05 Ronan & Erwan Bouroullec  ❝SUGATA❞ ST
- 2023年、D&Iアワード2022「ベストワークプレイス」
- 2023年、iFデザインアワード2023（iFインターナショナルフォーラムデザイン） JINS PARK前橋
- 2023年、日経MJ2023上期ヒット商品番付【西前頭（二枚目）】（日本経済新聞社） JINS SAUNA
- 2024年、日本空間デザイン賞「ワークプレイス空間部門 金賞」（一般社団法人 日本商環境デザイン協会、一般社団法人 日本空間デザイン協会） ジンズホールディングス東京本社
- 2024年、日経MJ2024 ヒット商品番付（日本経済新聞社）　目が小さくならないメガネ
- 2025年、iFデザインアワード2025（iFインターナショナルフォーラムデザイン） JINS東京本社

## 主な役員
- 代表取締役CEO：田中仁
- 取締役副社長COO：田中亮
- 社外取締役：古谷昇
- 社外取締役：國領二郎
- 社外取締役：林千晶
- 監査役：大井哲也
- 監査役：太田諭哉
- 監査役：有村正俊

## 主要な営業所
- 前橋本社：群馬県前橋市川原町2-26-4
- 東京本社：東京都千代田区神田錦糸町3‐１　安田シーケンスタワー
- サテライトオフィス：群馬県前橋市本町二丁目2番4号　ばばっかわスクエア101
- 店舗：国内495店舗（2024年8月末時点）

## 子会社

### 国内
株式会社ジンズ（連結）
- 本社：東京都千代田区神田錦糸町3‐１　安田シーケンスタワー

株式会社ジンズノーマ（非連結）
- 本社：群馬県前橋市川原町2-26-4

### 海外
- JINS Eyewear US, Inc.   アメリカ合衆国
- 睛姿商貿（上海）有限公司   中国
- 吉姿商貿（瀋陽）有限公司   中国
- 睛姿美視商貿（北京）有限公司   中国
- 台灣睛姿股份有限公司（非連結） 台湾
- JINS Vietnam Co., Ltd.　 ベトナム社会主義共和国

## テレビ番組
- 日経スペシャル カンブリア宮殿 どんな人にも役に立つ"メガネ"をつくれ！（2015年4月23日、テレビ東京）[25]

## テレビコマーシャル
- 2013年 ”ホンモノ”を愛するオトナのメガネ「JINS CLASSIC」[広報 4]
  - 宮沢りえ篇
  - リリー・フランキー篇

## 関連書籍
- 『FRAMES』（監修:小山薫堂）（2013年4月12日、幻冬舎メディアコンサルティング）ISBN 9784344999398
- 『振り切る勇気 メガネを変えるJINSの挑戦』（著者:田中仁）（2014年5月23日、日経BP社）ISBN 9784822250195

## 類似形態の眼鏡量販店
- （メガネの）パリミキ・メガネの三城 - 株式会社三城ホールディングス
- ハッチ（Hatch） - メガネスーパーグループ
- 眼鏡市場 - メガネトップグループ
- GLASSISM - 株式会社オプティ
- Zoff - 株式会社インターメスティック
- OWNDAYS - 株式会社オンデーズ
- クーレンズ
- メガネのドクターアイズ-Dr.eye's